# Avocetă
Cele patru specii de avocete sunt un gen, Recurvirostra, din păsări de mal] din aceeași familie aviană ca și Recurvirostridae. Numele genului provine de la latinescul recurvus, „curbate înapoi” și rostrum, „cioc”. Se crede că numele comun derivă din limba italiană (Ferrarese) cuvânt avosetta. Francis Willughby în 1678 a remarcat-o ca fiind „Avosetta italienilor”.